# ハリコフ人民共和国

ハリコフ人民共和国
ロシア語：Харьковская Народная Республика

ハリコフ人民共和国（ハリコフじんみんきょうわこく、ロシア語: Харьковская Народная Республика、英語: Kharkov People's Republic）は、ウクライナ東部のハルキウ（ロシア語名ではハリコフ）で親ロシア派勢力が分離独立を宣言し、ごく短期間活動した武装闘争である。

## 概要
2014年4月6日、ウクライナ東部の都市ハルキウ州で、親ロシア派勢力が州庁舎を占拠。州議会を占拠した親ロシア派120人によってハリコフ人民共和国の独立が宣言され、5月11日までに共和国建国の是非を問う住民投票を実施するとした。しかしウクライナのアルセン・アバコフ内相は同日中に政府庁舎の占拠が解除されたと発表した。一連の動きは、ウクライナ東部ドネツィク州やルハーンシク州における親ロシア派勢力の州庁舎占拠とほぼ同時多発的に発生したものである。
その後、首謀者のユーリイ・アプーフチンは逮捕され、キーウ地方裁判所で懲役6年を宣告された。